# Palvínovská lípa
Palvínovská lípa je památný strom na severozápadním okraji vsi Palvínov. Lípa malolistá (Tilia cordata) je solitérní strom s nízce nasazenou korunou, s kořenovými náběhy poškozenými hospodářskými zvířaty. Lípa roste v nadmořské výšce 620 m, výška stromu je 20 m, výška koruny 18 m, šířka koruny 24 m a obvod kmene 530 cm (měřeno 2010). Strom je chráněn od 25. června 1985 jako esteticky zajímavý strom, krajinná dominanta, je významný svým stářím.

## Památné stromy v okolí
- Lípa ve Vatětické aleji
- Palvínovská alej
- Skupina dubů ve Sloním údolí
- Skupina dubů zimních
- Skupina stromů v zámeckém parku
- Vatětický jasan
- Vatětický javor
- Vatětická lípa
- Vatěticko-mouřenecká alej
- Zámecký klen

## Galerie

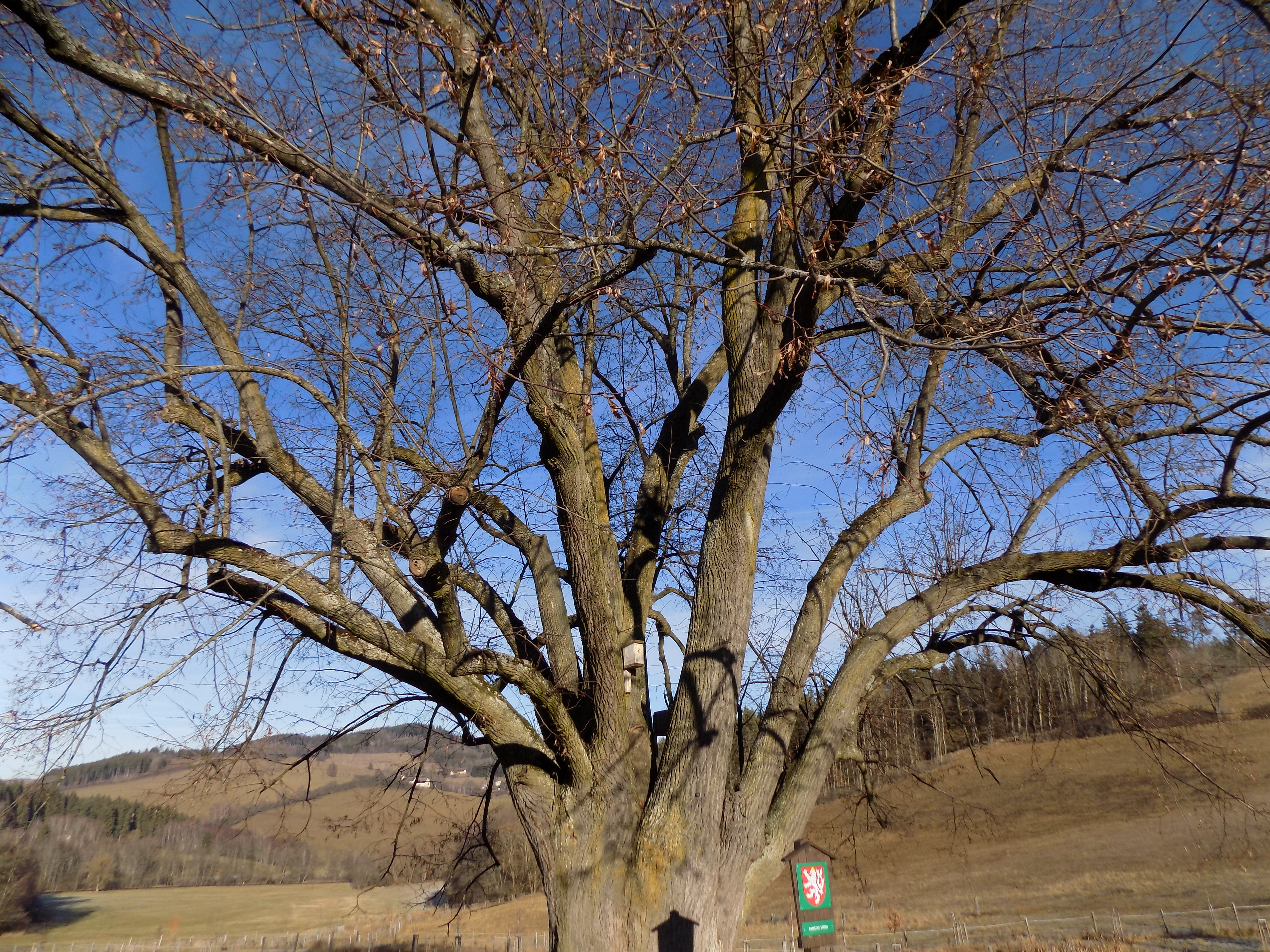
Pohled do koruny
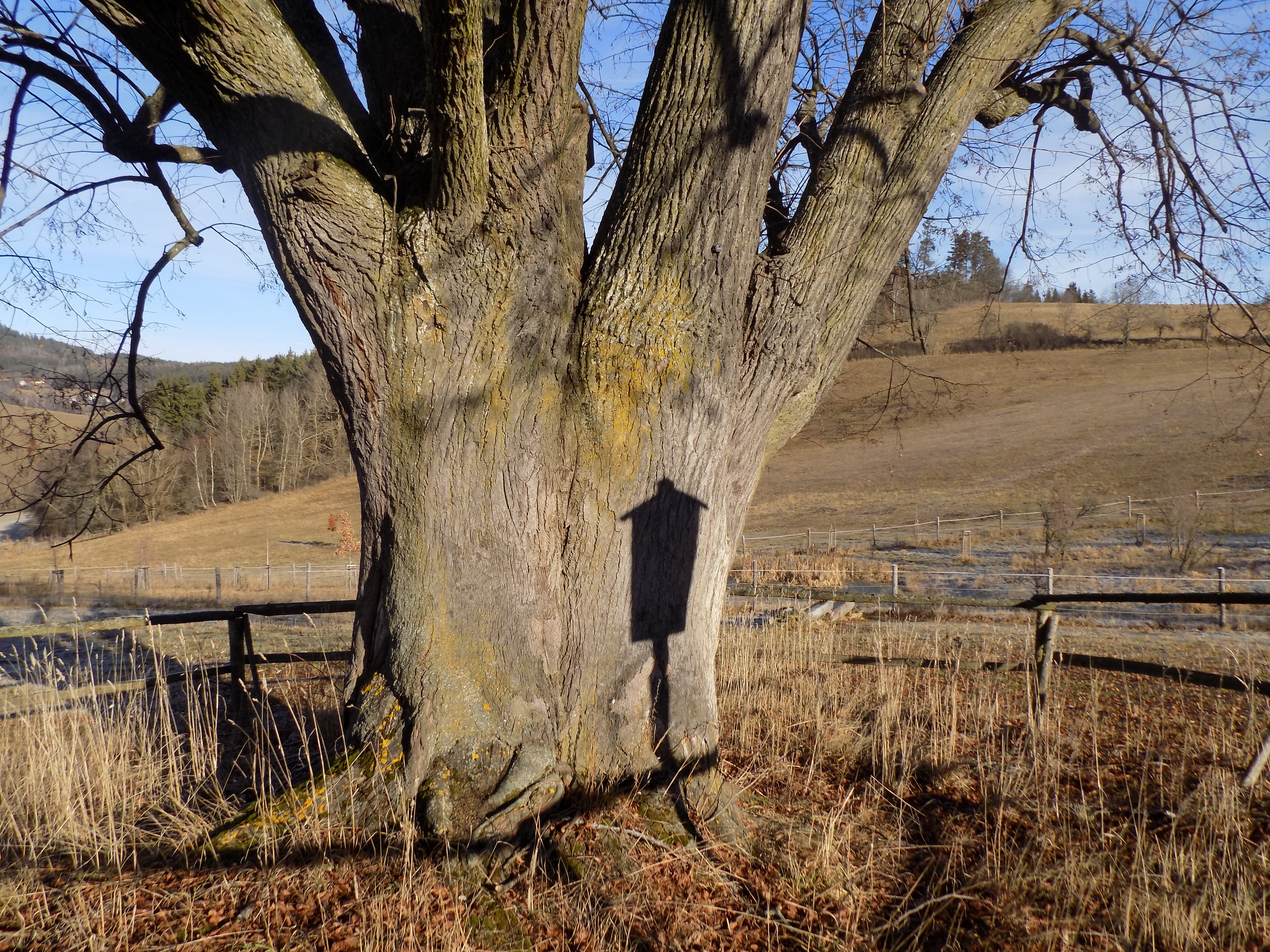
Kmen s kořenovými náběhy
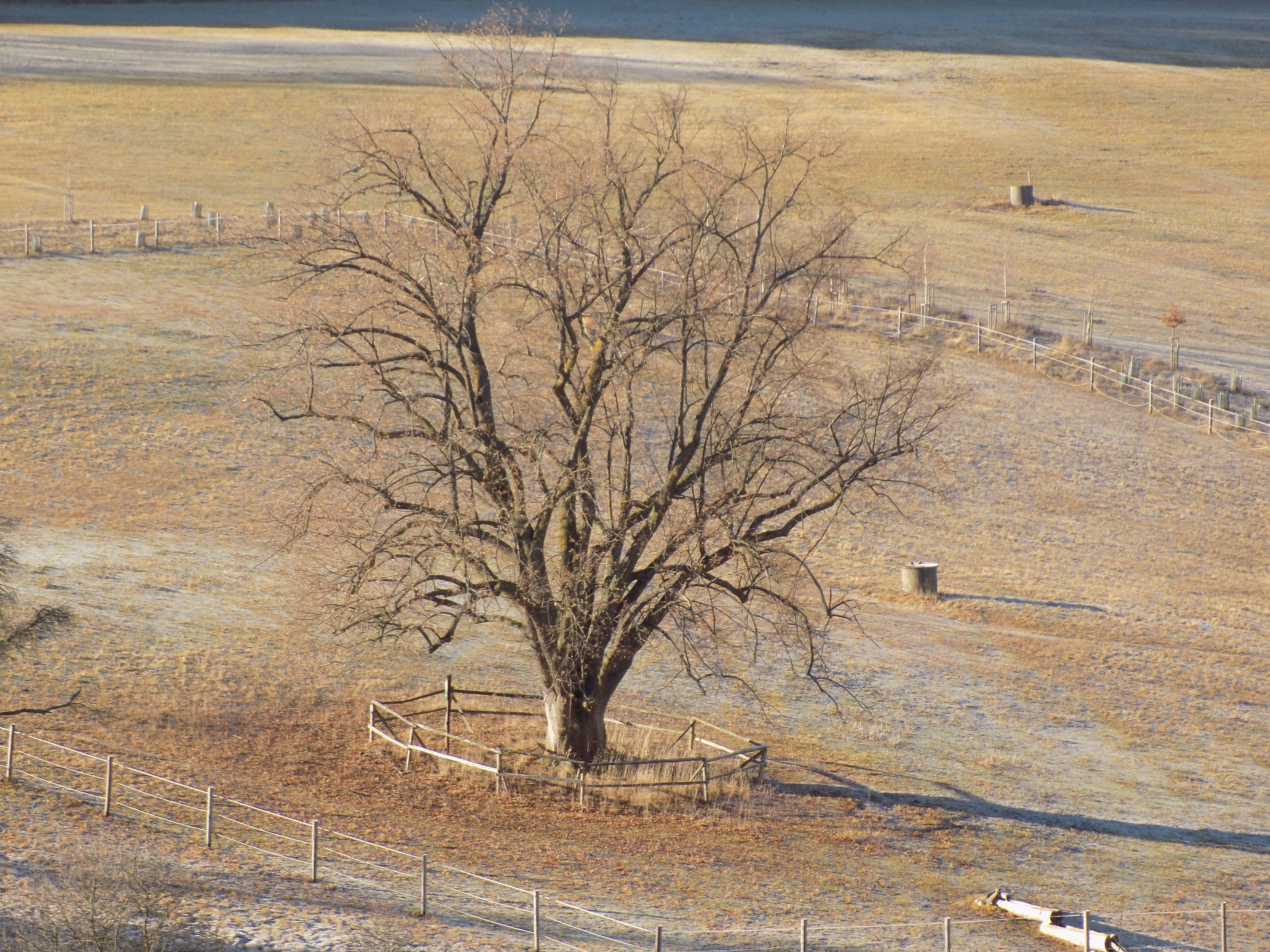
Pohled z výšky